# Paul D'Hoore

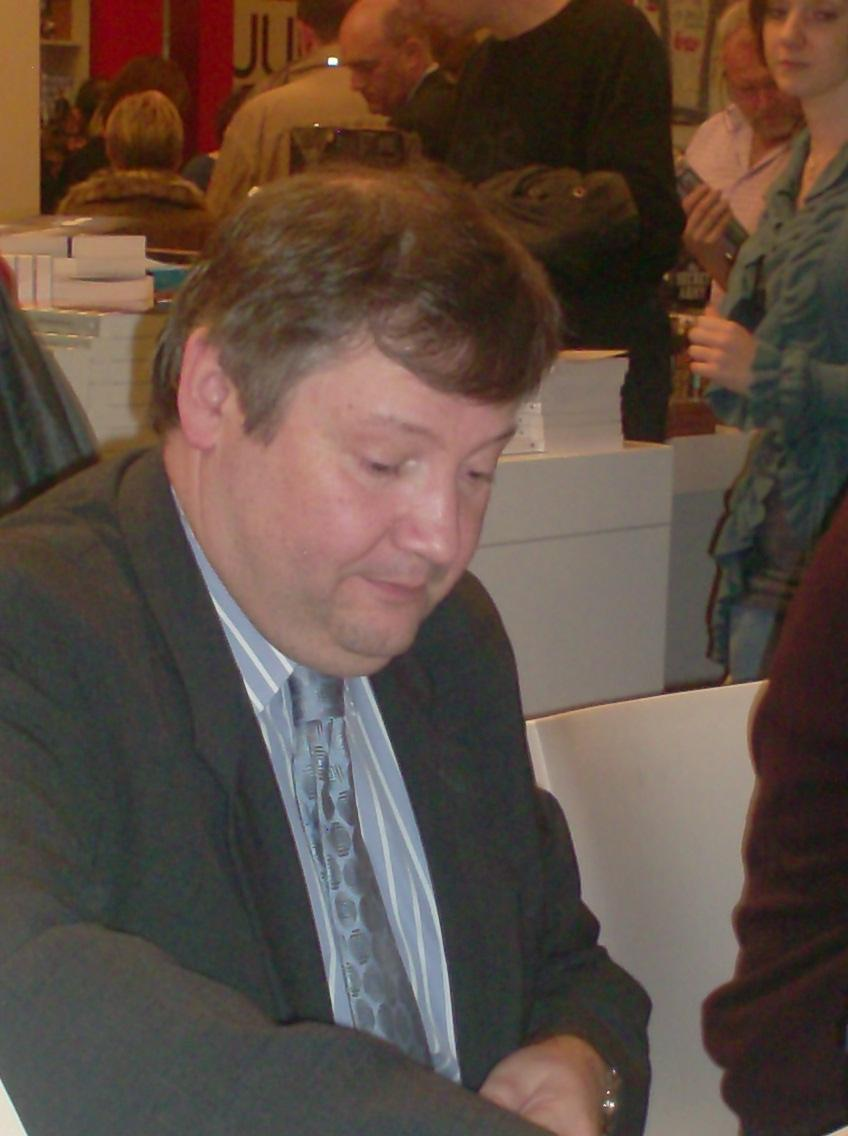
Paul D'Hoore op de Boekenbeurs Antwerpen

Paul Henri D'Hoore (Wingene, 25 mei 1959) is een Belgisch financieel journalist.

## Carrière
Sinds 1983 werkte hij voor de toenmalige BRT. In 1987 kreeg hij een vaste stek bij Het Journaal. Van 1991 tot 2001 was hij nieuwslezer bij de BRT(N). Hij was ook te zien in Vlaanderen NV, Het Vermogen en Tijd is geld. Daarna gaf hij uitleg in TerZake, Het Journaal en Huisraad (Radio 2). Eind 2007 nam hij ontslag bij de VRT om als zelfstandige zijn wekelijkse nieuwsbrief, genaamd Beurssucces, te gaan uitgeven. In die functie blijft hij echter ook de beursspecialist van de VRT en ging hij ook op zelfstandige basis werken voor bedrijven.
In 2003 nam D'Hoore deel aan het eerste seizoen van De Slimste Mens ter Wereld. Hij kon zeven keer deelnemen en behaalde zo de finale samen met Ben Crabbé en de later winnaar Alain Grootaers. In 2010-2011 nam hij nogmaals deel. Toen moest hij na twee deelnames de quiz verlaten. 
Tot eind 2010 kwam hij duiding geven in onder andere Het Journaal, TerZake, De zevende dag en Volt. Sinds 2011 is hij financieel expert voor Het Nieuws (VTM).

## Boeken
Hij schreef zes boeken over sparen en beleggen:
- De 10 beurswetten van Paul D'Hoore (2002)
- De 100 kapitale vragen van Paul D'Hoore (2003)
- 179 % hoger (2006)
- Rijk in 100 dagen van Paul D'Hoore (2008)
- De poen van uw pensioen (2009)
- De 99 beste tips om belastingen te besparen (2011)

## Televisie
- Sterregem (2024) - als zichzelf
- VTM nieuws (2011-heden) - als financieel expert
- De Slimste Mens ter Wereld (2011) - als kandidaat (2 afleveringen)
- De klas van Frieda (2010-2011) - als zichzelf
- De zevende dag (2009-2010) - als zichzelf
- Zonde van de zendtijd (2009-2010) - als zichzelf
- De pappenheimers (2009)
- Beste vrienden (2007) - als kandidaat
- De Slimste Mens ter Wereld (2003) - als kandidaat (7 afleveringen)
- Alles kan beter (1999)
- Het journaal (1991-2001) - als nieuwslezer